# Ендру Џонсон (фудбалер)
Ендру Џонсон (енгл. Andrew Johnson; 10. фебруар 1981) је бивши професионални енглески фудбалер. Каријеру је започео у Бирмингему за који је играо у периоду од 1997. до 2002. Шира јавност га је упознала сезоне 2004/05 када је био други стрелац сезоне.

## Титуле

#### Тимске
- Енглеска прва дивизија
  - Шампион: 2003
- Енглески Лига куп
  - Финалисти: 2001

#### Индивидуалне
- Играч месеца Премијер лиге
  - Октобар 2004 и септембар 2006.
- Најбољи стрелац сезоне
  - 2. место: сезона 2004/05
- Најбољи стрелац прве дивизије
  - 2003/2004
- Играч сезоне Кристал паласа
  - 2003/2004, 2004/2005